# Herkomerplatz
Der Herkomerplatz ist ein Knotenpunkt im Nordosten Münchens. Er wurde 1927 nach dem in Waal bei Landsberg am Lech geborenen britischen Maler und Grafiker Hubert von Herkomer (1849 bis 1914) (und nicht nach dem Architekten Johann Jakob Herkomer) benannt.

## Lage
Der Herkomerplatz liegt im Münchner Stadtbezirk Bogenhausen am Zusammentreffen der von Haidhausen kommenden Ismaninger Straße, die sich nach Norden in der Oberföhringer Straße fortsetzt, mit der aus dem Lehel und von der Isarbrücke Max-Joseph-Brücke kommenden Montgelasstraße, deren Verlängerung die Bülowstraße zum Effnerplatz bildet. Am Herkomerplatz beginnen weiter die Denninger Straße, die den Mittleren Ring kreuzt und südlich am Arabellapark vorbeiführt, und die Scheinerstraße, deren Verlängerung die Possartstraße zum Prinzregentenplatz bildet.

## Verkehr
Der Platz bildet durch die Kreuzung mehrerer größerer Straßen einen wichtigen Verkehrsknoten im Münchner Nordosten. Für den öffentlichen Nahverkehr ist er bedeutsam, weil hier die Straßenbahnlinien 17/37 (vom Max-Weber-Platz) und 16 (aus dem Lehel) zusammentreffen und gemeinsam Richtung Effnerplatz weiterführen. Bis April 1961 war hier der Endpunkt (mit Wendeschleife) der Straßenbahnlinie 20. Außerdem kreuzen sich hier die Buslinien 54 (frühere Bezeichnung: O 22; von Schwabing zum Ostbahnhof), der CityRing 58/68, die Linie 154 (von der Maxvorstadt in die Gartenstadt Johanneskirchen), die Linie 187 (Arabellapark – Michaelibad) und die Linien 188/189 (aus Unterföhring zur S-Bahn-Station Daglfing).

## Bauwerke
In nächster Nähe befindet sich die Grundschule an der Gebelestraße (Gebelestraße 2), 1913/14 zunächst als „halbes Schulhaus“ von Wilhelm Bertsch errichtet. Einige Meter südlich liegt an der Ismaninger Straße der Bundesfinanzhof.